# Selters Haus

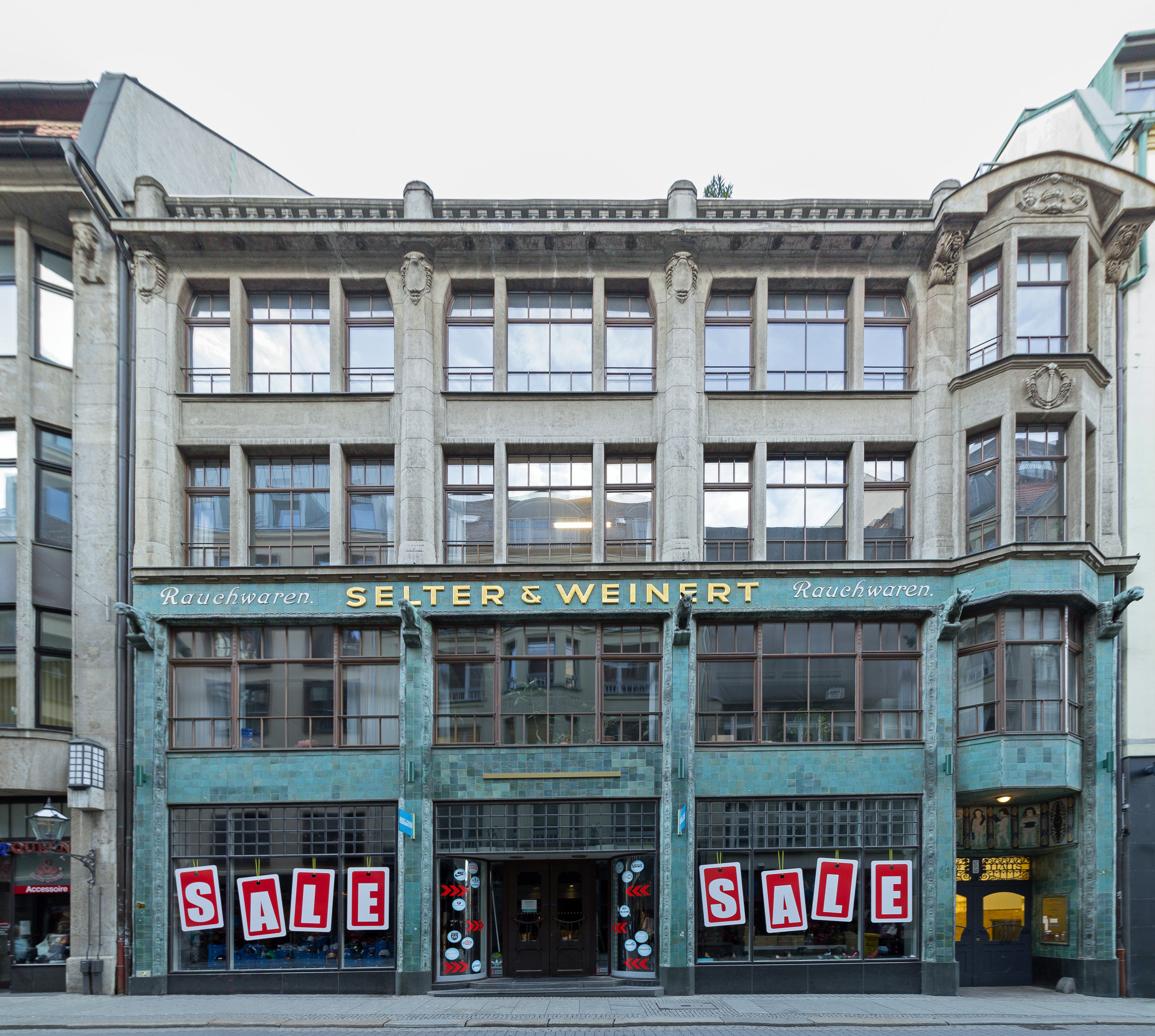
Selters Haus (2015)

Selters Haus ist ein Büro- und Geschäftshaus in Leipzig, Nikolaistraße 47–51. Es ist benannt nach seinem Erbauer, dem Pelzhändler und Konsul Alfred Selter. Selters Haus steht unter Denkmalschutz.

## Geschichte
1874 errichtete die Hamburger Rauchwaren-Großhandlung M. Bromberg & Co. in Leipzig eine Filiale. 1899 trat Alfred Selter in dieses Unternehmen als Teilhaber ein.

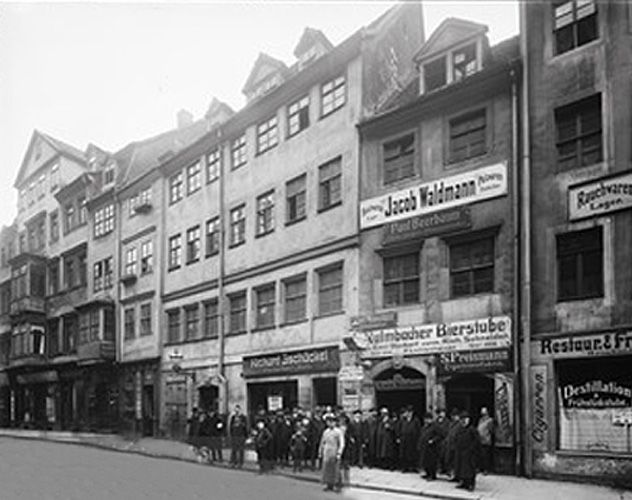
Vorgängerbauten (1907)

1906 erwarb er die Grundstücke Nikolaistraße 47, 49 und 51 und ließ 1908 darauf durch den Leipziger Architekten Alfons Berger das noch heute bestehende Geschäftshaus errichten. Die künstlerische Ausgestaltung besorgte ein Cousin von Selter, der Dresdner Architekt Georg Heinsius von Mayenburg, der wiederum den Dresdner Bildhauer Ernst Hottenroth mit den Entwürfen der ornamentalen und figürlichen Schmuckelemente betraute. Das Haus zeigt sowohl Elemente des Reformstils als auch Jugendstileinflüsse. 1917 schied Martin Bromberg aus dem Unternehmen aus. Selters Schwiegersohn Carl Weinert wurde neuer Teilhaber, und 1919 führte das Unternehmen den noch jetzt an der Fassade stehenden Firmennamen.
Den Zweiten Weltkrieg überdauerte Selters Haus fast unbeschadet. 1946 erfolgte die Enteignung des Unternehmens, und das Haus wurde später vorwiegend vom VEB Pelzhandel genutzt. Nach der Wende (1989/90) wurde die Erbengemeinschaft Selter und Weinert Besitzer des Hauses und die Bayerische Vereinsbank erster Mieter, worauf im Ladenbereich zahlreiche andere folgten. Anfang der 1990er Jahre wurde das Haus grundlegend saniert und im Dachbereich erweitert.

## Beschreibung
Selters Haus ist ein viergeschossiger Stahlbetonbau von etwa 20 Metern Fassadenlänge und 40 Metern Tiefe. Die Fassade ist horizontal zweigeteilt; das Erdgeschoss und das erste Obergeschoss sind mit türkisgrün marmorierten Fliesen belegt, das zweite und das dritte Obergeschoss sind in Stein gehalten.

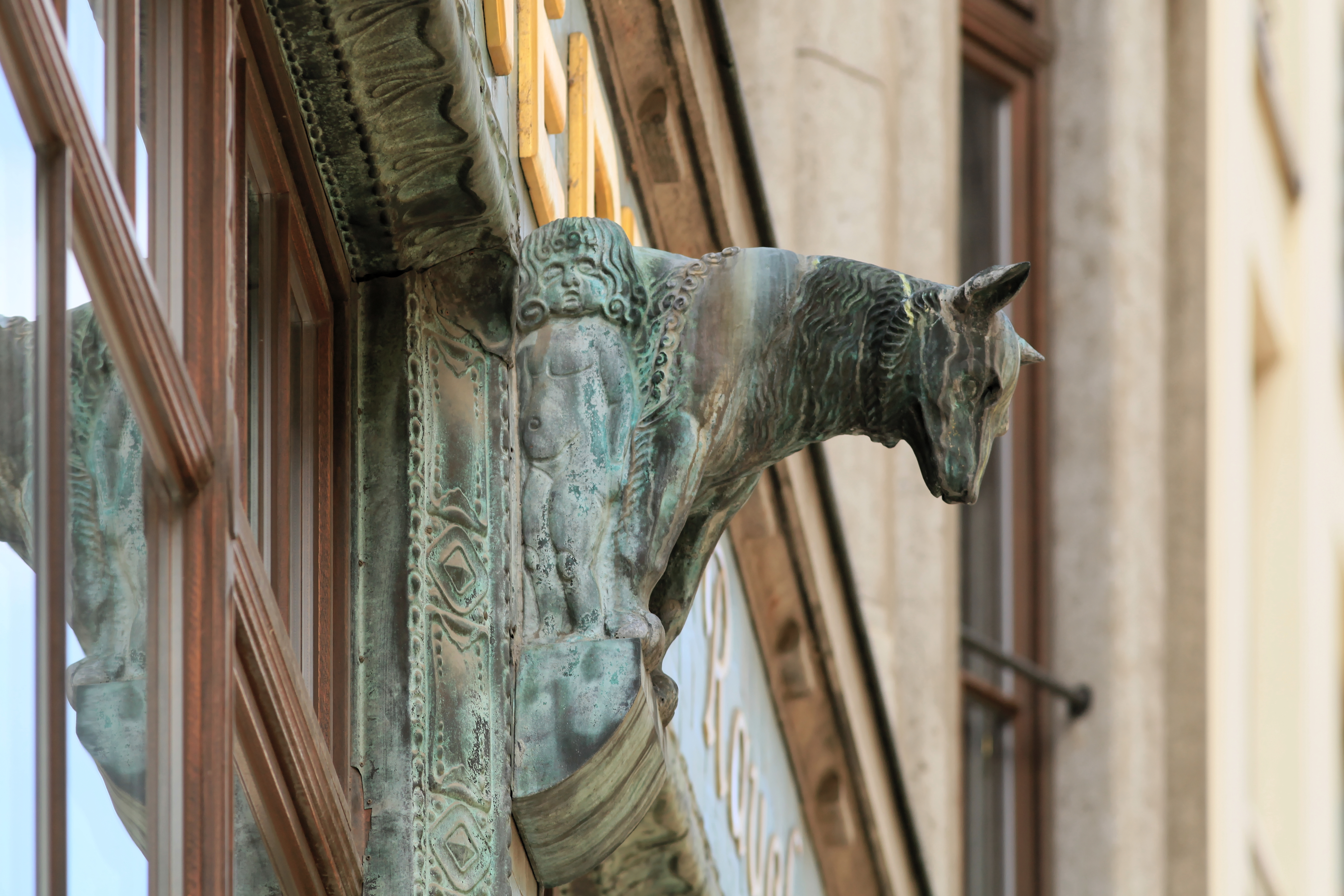
Eine der Kupferfiguren: Der Wolf
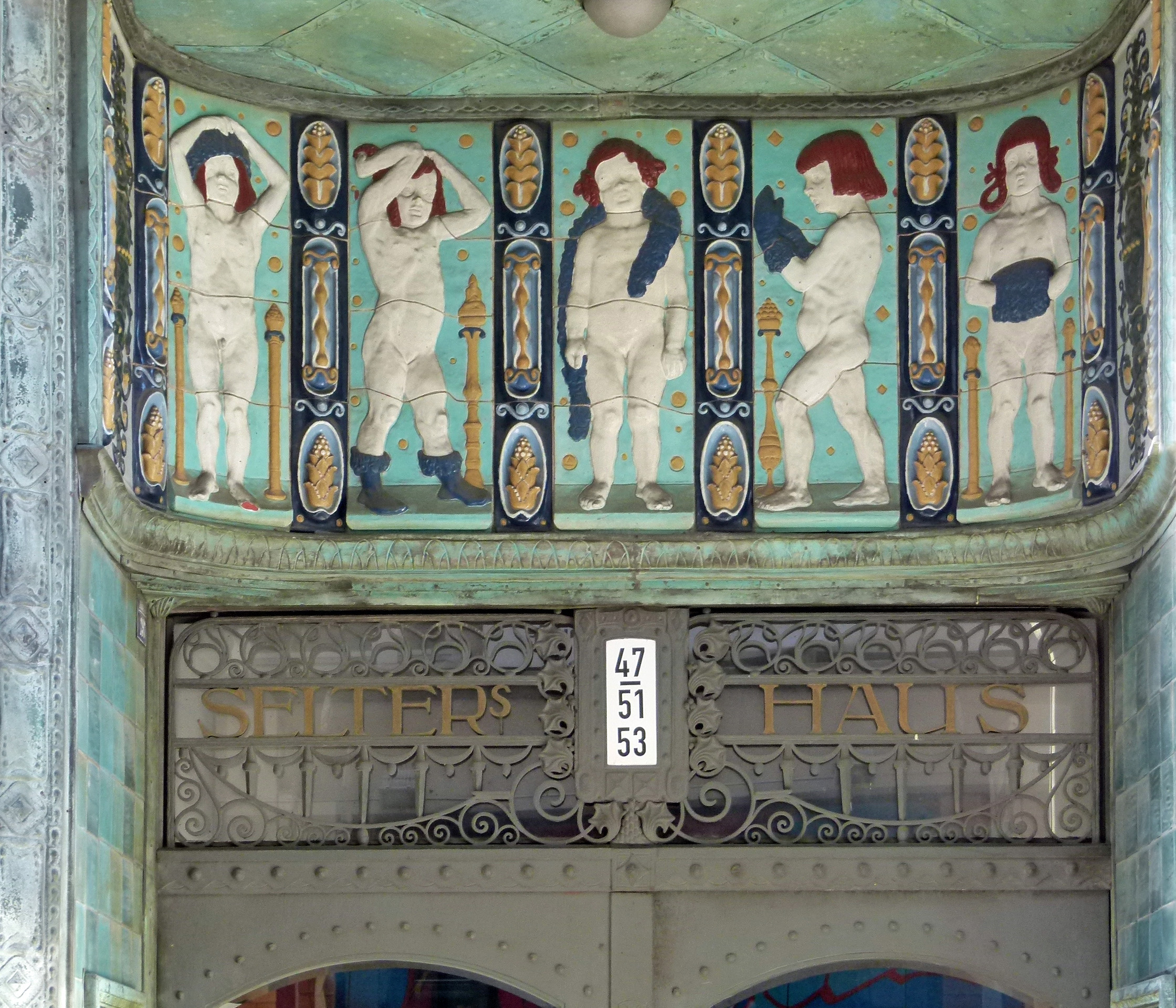
Majolikafries Kleinpelzwaren

Die senkrechte Gliederung der großfenstrigen Fassade erfolgt durch Pilaster, die bis ins erste Obergeschoss seitlich mit ornamental strukturierten Zierkanten versehen sind und an deren oberem Ende aus Kupfer getriebene und von Putten flankierte Vorderteile von Pelztieren herausragen. Darüber steht der Name der ehemaligen Firma.
Über dem seitlich angeordneten Hauseingang erhebt sich über drei Etagen ein flacher polygonaler Erker. Zwischen Erker und Haustür ist ein fünfteiliger Majolika-Fries angebracht, in dem fünf Putti Kleinpelzwaren zeigen: Mütze, Schuhe, Schal, Handschuhe und Muff. Der Zugang zu dem denselben Eigentümern gehörenden Nachbarhaus Nr. 53 erfolgt ebenfalls durch diese Tür.
Den oberen Abschluss der Fassade bildet eine Balustrade, hinter der sich weit zurückgesetzt und von der Straße aus nicht sichtbar zwei Penthouse-Wohnungen befinden. Der Innenhof des Hauses wurde blau gefliest, um so ein für das Pelzgewerbe zweckmäßiges „kaltes“ Licht zu erhalten. Der Hof trägt seit der Sanierung ein Glasdach.

## Alfred Selter und der Leipziger Pelzhandel

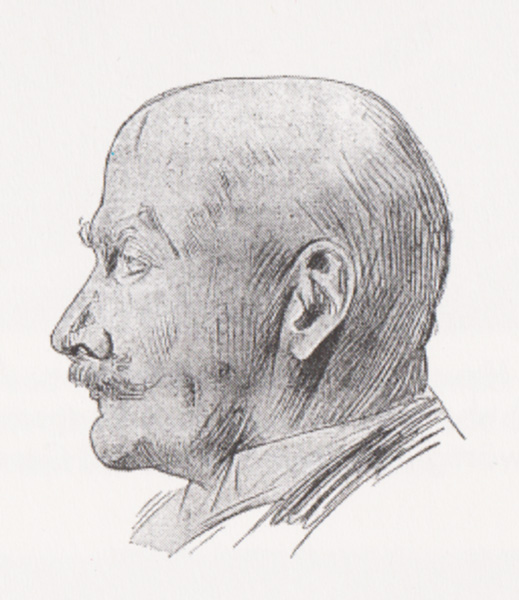
Alfred Selter

Alfred Selter (1864–1948) galt viele Jahre als „der erste Mann“ im Pelzzentrum um den Leipziger Brühl. Das 1837 in Hamburg gegründete Pelzgroßhandelsunternehmen M. Bromberg & Co. hatte 1874 in Leipzig eine Filiale eröffnet. Nach nur neun Jahren nach dem Einstieg Selters als Teilhaber und Leiter der Leipziger Filiale bewies er mit der Errichtung des Neubaus an der Nikolaistraße seinen Unternehmergeist. Auf vielen Reisen hatte er wichtige Erfahrungen zur Leitung seines Unternehmens gesammelt und war anerkannter Fachmann. Im Jahr 1914 hatte das Unternehmen Niederlassungen in London, Paris, Brüssel und Berlin.

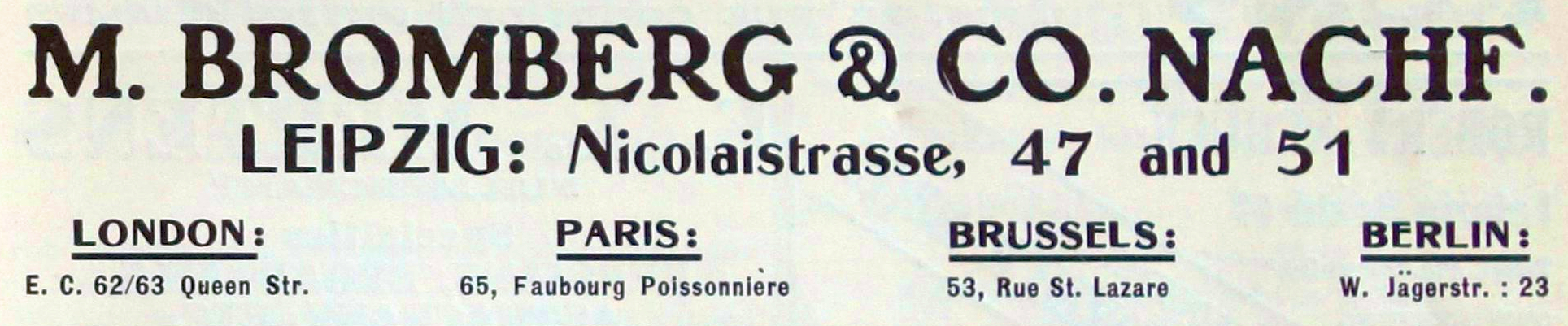
Anzeige in einer New Yorker Fachzeitschrift (1914)

Nach dem Ausscheiden Martin Brombergs und der Aufnahme seines Schwiegersohns Carl Weinert als Teilhaber war ab 1919 sein Name auch Bestandteil der Firma Selter & Weinert, Rauchwaren. Weinert kam aus der Pelzkommissionshandlung Schmaltz & Weinert, die jahrzehntelang das Unternehmen H. Wolff (Berlin) vertreten hatte.
Selter machte sich auch um die organisatorische Vertretung des Pelzhandels verdient. Auf seine Initiative hin schlossen sich 1908 die Leipziger Rauchwaren-Großhändler, -Kommissionäre und -Makler zum Verband der Leipziger Rauchwarenfirmen e. V. zusammen, aus dem 1921 der Reichsverband der deutschen Rauchwarenfirmen e. V. mit Sitz in Leipzig hervorging, dessen Vorsitzender Selter war.
Selter war Aufsichtsratsvorsitzender der Rauchwaren-Lagerhaus GmbH, eines Gemeinschaftsunternehmens von mehr als vierzig Rauchwarenhändlern am Brühl. Er war auch Kaiserlich Japanischer Konsul und besaß eine 1909 vom Leipziger Architekten Otto Paul Burghardt errichtete Villa in der Leipziger Nordvorstadt, Springerstraße 6.